# Sphaerospira rockhamptonensis
Sphaerospira rockhamptonensis är en snäckart som först beskrevs av Cox 1873.  Sphaerospira rockhamptonensis ingår i släktet Sphaerospira och familjen Camaenidae. IUCN kategoriserar arten globalt som nära hotad. Inga underarter finns listade i Catalogue of Life.